# Foppolo
Foppolo là một đô thị ở tỉnh Bergamo trong vùng Lombardia của nước Ý, có vị trí cách khoảng 80 km về phía đông bắc của Milano và khoảng 40 km về phía bắc của Bergamo. Tại thời điểm ngày 31 tháng 12 năm 2004, đô thị này có dân số 206 người và diện tích là 16,2 km².
Foppolo giáp các đô thị: Caiolo, Carona, Cedrasco, Fusine, Tartano, Valleve.